# Стаклена кућа
Стаклена кућа (буг. Стъклен дом) бугарска је телевизијска серија снимана од 2010. до 2012.
У Србији ће бити емитована на Првој телевизији.

## Синопсис
Након 18 година живота у Америци, Камен Касабов, бунтовни, одметни син сувласника највећег трговачког центра у Софији, Димитра Касаба, враћа се кући на очев шездесети рођендан. С обзиром да се годинама није чуо ни видео с оцем и не зна како би му пришао, Камен одлучи изненадити га на забави коју је организовала Борјана, очева друга супруга и мајка тек пунолетног Данија, уједно Каменова маћеха. Док Камен тражи начин како да уђе на забаву, у тајности се припрема атентат на Димитра. Наиме, неколико њих сумњају да Димитар зна више него колико би смео о појединим политичарима и њиховим малверзацијама које лако могу доспети у јавност, па због тога унајме снајперисту с циљем да убије Димитра на прослави рођендана. Сплетом околности, Камен се успе видети с оцем пре његовог убиства.
Због овог трагичног тренутка, ожалошћена породица Касабов тешко ће прихватити тек пристиглог Камена. Размажени и себични полубрат Дани одбија разговарати с Каменом, а преплашена маћеха Борјана окривљује га за Димитрову смрт. Ситуација се увелико закомпликује када адвокат саопшти Касабовима да се сва Димитријева имовина законски дели на три једнака дела, а остале сувласнике трговачког центра Христу Ангелова и Николаја Зекова шокира вест да одсад имају још једног члана управе и власника с којима морају поделити тешком муком стечене деонице. Гламурозан и савршено организован свет богатих и славних и те како је другачији него што га „обичан“ човек види ...

## Улоге
| Глумац:              | Улога:           |
| -------------------- | ---------------- |
| Калин Врачански      | Камен Касабов    |
| Елена Петрова        | Борјана Касабова |
| Стефан Данаилов      | Димитар Касабов  |
| Јана Маринова        | Елена Атанасова  |
| Јавор Бахаров        | Хари             |
| Луиза Григорова      | Алекс            |
| Георги Кадурин       | Христо Атанасов  |
| Радина Крџилова      | Сиана            |
| Бојко Крстанов       | Дани             |
| Красимир Ранков      | Антон Ставрев    |
| Стефка Јанорова      | Вања Ставрева    |
| Десислава Бакарџиева | Нели             |
| Јулиан Вергов        | Николај Жеков    |
| Дилана Попова        | Албена           |
| Асен Блатечки        | Петар            |
| Башар Рахал          | Стефан Шакалиев  |